# 伊澤拉河畔貝納特基
伊澤拉河畔貝納特基（捷克語：Benátky nad Jizerou，發音：[ˈbɛnaːtkɪ nad ˈjɪzɛrou]）是捷克中波希米亞州的城鎮，位於該國西北部伊澤拉河畔，面積35.46平方公里，海拔高度225米，2006年人口有7,042人。

## 外部連結
- Municipal website (in Czech) （页面存档备份，存于）
- Town castle (in German)